# Neustadt 533 (Landshut)
Das mittelalterliche Gebäude Neustadt 533 in der Altstadt von Landshut wurde 2012 abgerissen.
Das Gebäude stammte aus dem Jahr 1280, aus der Zeit sich bis 2012 noch Balkendecken über dem Wohnbereich erhalten hatten. Die Decke
über der Durchfahrt wurde 1337 erneuert. Das Dach stammte aus dem Jahr 1540. Das Gebäude wurde als Wagnerei, Weinwirtschaft und Bierbrauerei genutzt.